# 애나 시걸
애나 시걸(Anna Segal, 1986년 8월 15일 ~ )는 오스트레일리아의 여자 프리스타일 스키 선수이다. 2014년 2월 11일 소치 동계올림픽 여자 프리스타일 스키 슬로프 스타일 경기에서 4위를 기록했다.

## 성적

### 올림픽
| 년도 | 대회일   | 장소        | 종목          | 결과        | 메달 |
| ---- | -------- | ----------- | ------------- | ----------- | ---- |
| 2014 | 2월 11일 | 러시아 소치 | 슬로프 스타일 | 4위 (77.00) | -    |